# Sara Hectorová
Sara Hectorová (* 4. září 1992 Sandviken) je švédská alpská lyžařka specializující se na technické disciplíny slalom a obří slalom.
Na Zimních olympijských hrách 2022 v Pekingu vyhrála obří slalom a navázala na triumf krajanky Pernilly Wibergové z roku 1992. Z účasti v šesti ročnících světových šampionátů si odvezla tři medaile z týmových soutěží. Na Mistrovství světa 2011 a 2015 pomohla švédskému družstvu k bronzu a na MS 2021 byla členkou stříbrného výběru.
Ve Světovém poháru debutovala årským obřím slalomem v prosinci 2009, v němž obsadila 22. místo. Na stupně vítězů poprvé vystoupila přesně o pět let později, když opět v årském obřím slalomu skončila druhá za Slovinkou Tinou Mazeovou. Stále během prosince 2014 pak premiérově vyhrála závod v rakouském Kühtai. Na trati obřího slalomu porazila druhou Fenningerovou a třetí Shiffrinovou. Do října 2022 ve Světovém poháru vyhrála 4 závody, všechny v obřím slalomu. V celkovém hodnocení se jejím maximem stalo 7. místo v sezóně 2021/2022.

## Světový pohár

### Stupně vítězů

#### Přehled
|        | Slalom | Obří slalom | Sjezd | Super-G | Kombinace | Paralel. sl. | Celkem |
| Výhry  | 0      | 4           | 0     | 0       | 0         | 0            | 4      |
| Pódium | 0      | 9           | 0     | 0       | 0         | 0            | 9      |

#### Závody
| Umístění na stupních vítězů |                   |                          |             |          |
| Sezóna                      | datum             | místo konání             | disciplína  | umístění |
| 2015 (1 vítězství)          | 12. prosince 2014 | Åre, Švédsko             | obří slalom | 2.       |
| 2015 (1 vítězství)          | 28. prosince 2014 | Kühtai, Rakousko         | obří slalom | 1.       |
| 2021 (1 vítězství)          | 12. prosince 2020 | Courchevel, Francie      | obří slalom | 2.       |
| 2022 (2 vítězství)          | 21. prosince 2021 | Courchevel, Francie      | obří slalom | 2.       |
| 2022 (2 vítězství)          | 22. prosince 2021 | Courchevel, Francie      | obří slalom | 1.       |
| 2022 (2 vítězství)          | 28. prosince 2021 | Lienz, Rakousko          | obří slalom | 3.       |
| 2022 (2 vítězství)          | 8. ledna 2022     | Kranjska Gora, Slovinsko | obří slalom | 1.       |
| 2022 (2 vítězství)          | 25. ledna 2022    | Kronplatz, Itálie        | obří slalom | 1.       |
| 2022 (2 vítězství)          | 6. března 2022    | Lenzerheide, Švýcarsko   | obří slalom | 3.       |

### Konečné pořadí v sezónách
| Sezóna                        |         |        |             |                  |       |           |   |
| Věk                           | Celkové | Slalom | Obří slalom | Super-G          | Sjezd | Kombinace |   |
| 2010                          | 17 let  | 120.   | —           | 45.              | —     | —         | — |
| 2011                          | 18 let  | 93.    | —           | 32.              | —     | —         | — |
| 2012                          | 19 let  | 102.   | —           | 41.              | —     | —         | — |
| 2013                          | 20 let  | 80.    | 48.         | 37.              | 47.   | —         | — |
| 2014                          | 21 let  | 61.    | —           | 26.              | —     | —         | 5 |
| 2015                          | 22 let  | 19.    | 29.         | 4.               | —     | —         | — |
| 2016                          | 23 let  | 64.    | 38.         | 27.              | —     | —         | — |
| 2017                          | 24 let  | 66.    | 54.         | 21.              | —     | —         | — |
| 2018                          | 25 let  | 49.    | 57.         | 10.              | —     | —         | — |
| 2019                          | 26 let  | 45.    | 32.         | 15.              | —     | —         | — |
| 2020                          | 27 let  | 33.    | 28.         | 12.              | —     | —         | — |
| 2021                          | 28 let  | 16.    | 13.         | 11.              | —     | —         | — |
| 2022                          | 29 let  | 7.     | 12.         | Stříbrná medaile | —     | —         | — |
| Aktualizováno k 5. dubnu 2022 |         |        |             |                  |       |           |   |

## Vrcholné akce

### Mistrovství světa
| Rok                                                                    | Věk    | Slalom | Obří slalom | Super-G | Sjezd | Kombinace | Týmy |
| 2011                                                                   | 18 let | —      | 17.         | —       | —     | —         | 3.   |
| 2013                                                                   | 20 let | —      | DNF2        | DNS     | 26.   | 9.        | —    |
| 2015                                                                   | 22 let | 23.    | 10.         | —       | —     | —         | 3    |
| 2017                                                                   | 24 let | —      | 9.          | —       | —     | —         | —    |
| 2019                                                                   | 26 let | —      | 7.          | —       | —     | —         | —    |
| 2021                                                                   | 28 let | 13.    | DNF2        | —       | —     | —         | 2.   |
| DNF1/2 – nedojela do cíle 1. nebo 2. kola, DNS – nenastoupila na start |        |        |             |         |       |           |      |

### Zimní olympijské hry
| Rok                                       | Věk    | Slalom | Obří slalom | Super-G | Sjezd | Kombinace |
| 2014                                      | 21 let | —      | —           | 21.     | 25.   | 13.       |
| 2018                                      | 25 let | —      | 10.         | —       | —     | —         |
| 2022                                      | 29 let | DNF2   | 1.          | —       | —     |           |
| DNF1/2 – nedojela do cíle 1. nebo 2. kola |        |        |             |         |       |           |